# Consolideur
Le consolideur, ou consolidateur, ou encore chargé de consolidation, est un cadre financier responsable des travaux de consolidation comptable au sein d'une direction financière.
Il vérifie que les normes comptables sont bien appliquées au sein du groupe de manière homogène. Ses tâches peuvent l'amener à traiter notamment : la résolution des écarts inter-compagnies, les écritures d'homogénéisation des normes de groupe, la fiscalité différée, le périmètre de consolidation, la réalisation de la plaquette financière, l'analyse financière des données consolidées des filiales...
De par sa position, il est souvent amené à contrôler et à assurer le suivi des différentes filiales de son périmètre de consolidation par le biais de différents tableaux de bord. Il est ainsi un contact privilégié de la direction financière, de la direction juridique, de la direction fiscale et du contrôle de gestion. Il est le garant de l'information produite au sein de la direction financière, et joue un rôle clé dans la diffusion de la culture comptable et financière dans les différents départements des entreprises.
Professionnel constamment à l'écoute de l'évolution des normes internationales, ses compétences techniques ainsi que managériales sont appréciées.
Métier valorisé, le consolideur est un « comptable avancé » maîtrisant les divers aspects financiers de la vie d'un groupe de sociétés.